# Harmica
Harmica är en ort i Kroatien.   Den ligger i länet Zagrebs län, i den norra delen av landet, 23 km väster om huvudstaden Zagreb. Harmica ligger 136 meter över havet och antalet invånare är 276.
Terrängen runt Harmica är platt åt nordost, men åt sydväst är den kuperad. Runt Harmica är det ganska glesbefolkat, med 43 invånare per kvadratkilometer. Närmaste större samhälle är Stenjevec, 16,4 km sydost om Harmica. Omgivningarna runt Harmica är en mosaik av jordbruksmark och naturlig växtlighet.